# Grenzlandturm (Racibórz)

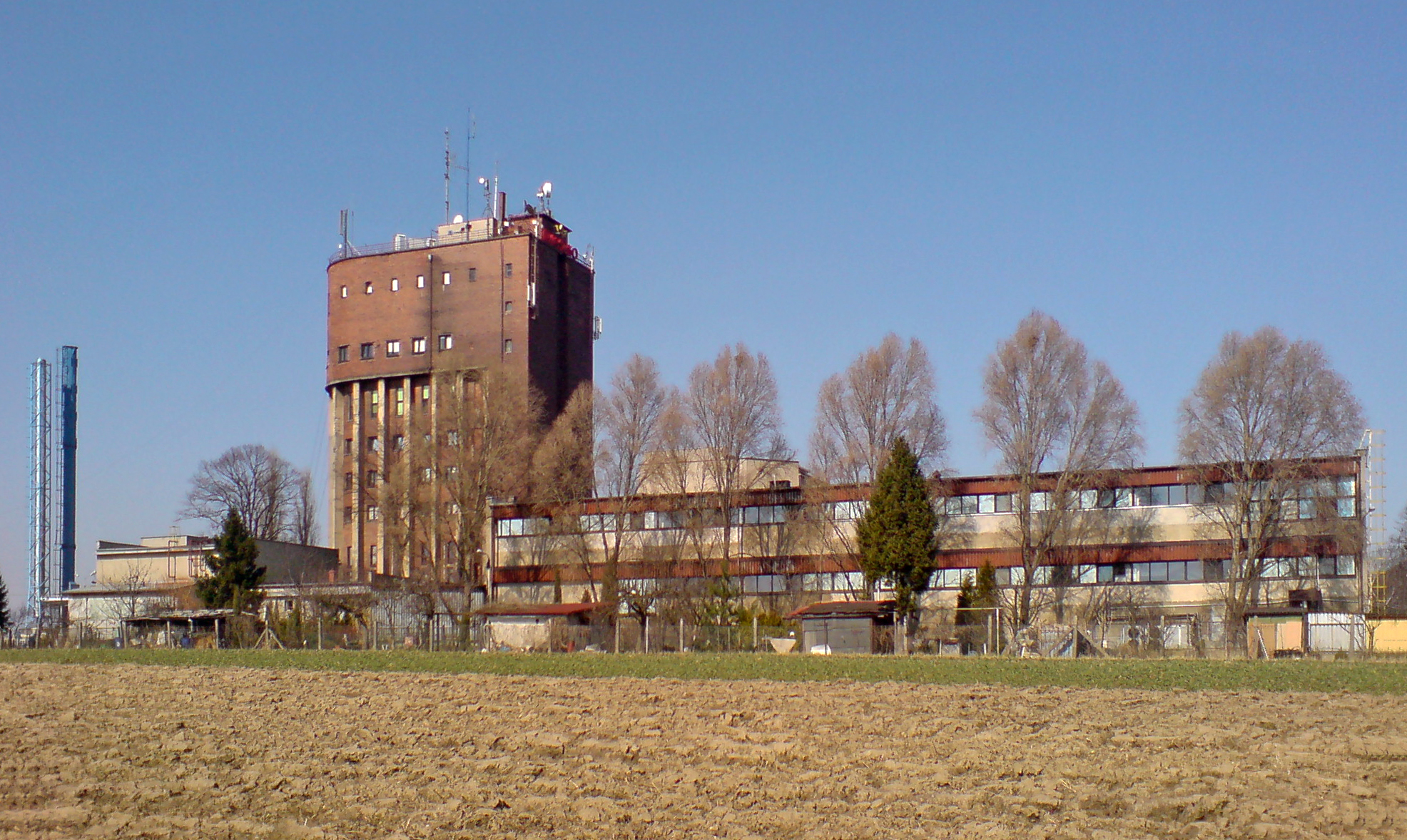
Der Wasserturm in Racibórz

Der Grenzlandturm in Racibórz (Ratibor) ist ein ehemaliger Wasserturm aus den 1930er Jahren.
Der 45 Meter hohe Turm wurde 1926 geplant und von 1933 bis 1937 am westlichen Stadtrand erbaut und bereits 1935 zur Nutzung freigegeben. Im Inneren befinden sich zwei Wasserbehälter mit einem Fassungsvermögen von insgesamt 1200 m³.
Während der Zeit des Nationalsozialismus waren an dem Turm ein Reichsadler mit Hakenkreuz und der Schriftzug „Deutschland, Deutschland über alles“ angebracht.
Nach 1945 wurde er wegen seines hohen Wasserdrucks nicht mehr als Wasserturm weitergenutzt. In dem Gebäude befindet sich heute ein Teil einer Süßwarenfabrik. Für einige Zeit hatte auch der lokale Hörfunksender Radio Vanessa seinen Sitz in dem Turm.